# Isabella Rossellini

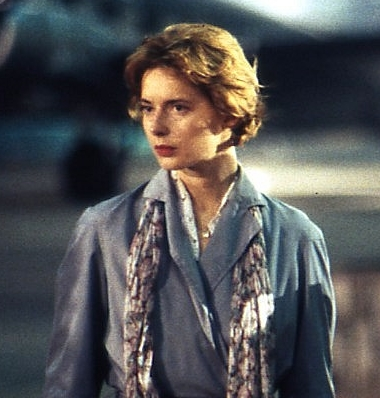
Isabella Rossellini

Isabella Fiorella Elettra Giovanna Rossellini (n. 18 iunie 1952, Roma, Italia) este o actriță, filantropă, model și autoare italiană. A jucat în filme precum Catifeaua albastră (1986), Nemuritoare iubită (1994) și „Death Becomes Her”. A jucat și rolul Josephinei în filmul Napoleon (2002).
Este fiica actriței suedeze Ingrid Bergman și a regizorului italian Roberto Rossellini, pe care ea însăși l-a omagiat în 2005, pe un scenariu propriu, în scurt metrajul canadian, Tata are 100 de ani.